# Лейлі і Меджнун (опера)
«Лейлі і Меджну́н» (азерб. Leyli və Məcnun, لیلی و مجنون) — перша азербайджанська національна опера, написана Узеїром Гаджибековим у 1907 році. Опера написана за мотивами трагедії поета XVI століття Фізулі «Лейлі і Меджнун». Ця опера стала не лише першою азербайджанською оперою, але й першою оперою у всьому мусульманському світі1.
Опера «Лейлі і Меджнун» поклала початок синтезу сучасних засобів музичного розвитку і національно-самобутніх рис народного мистецтва. Побудована на основі багатющого фольклорного матеріалу (в основному на мугамах і ліричних піснях), ця опера стала першою спробою узагальнення століттями накопичених народом музичних традицій на основі загальноприйнятих форм музичного мистецтва. Таким чином, виник новий жанр мугамної опери, що поєднує нотний запис музики з сольною вокальною імпровізацією (мугамом).
Прем'єра опери відбулася 12 (25) січня 1908 року в Баку, в театрі Гаджи Зейналабдіна Тагієва. Засноване на популярній по всьому Близькому Сходу, Центральної і Південної Азії класичної історії кохання, цей твір вважається перлиною азербайджанської культури.

## Історія опери

### Створення і перша постановка

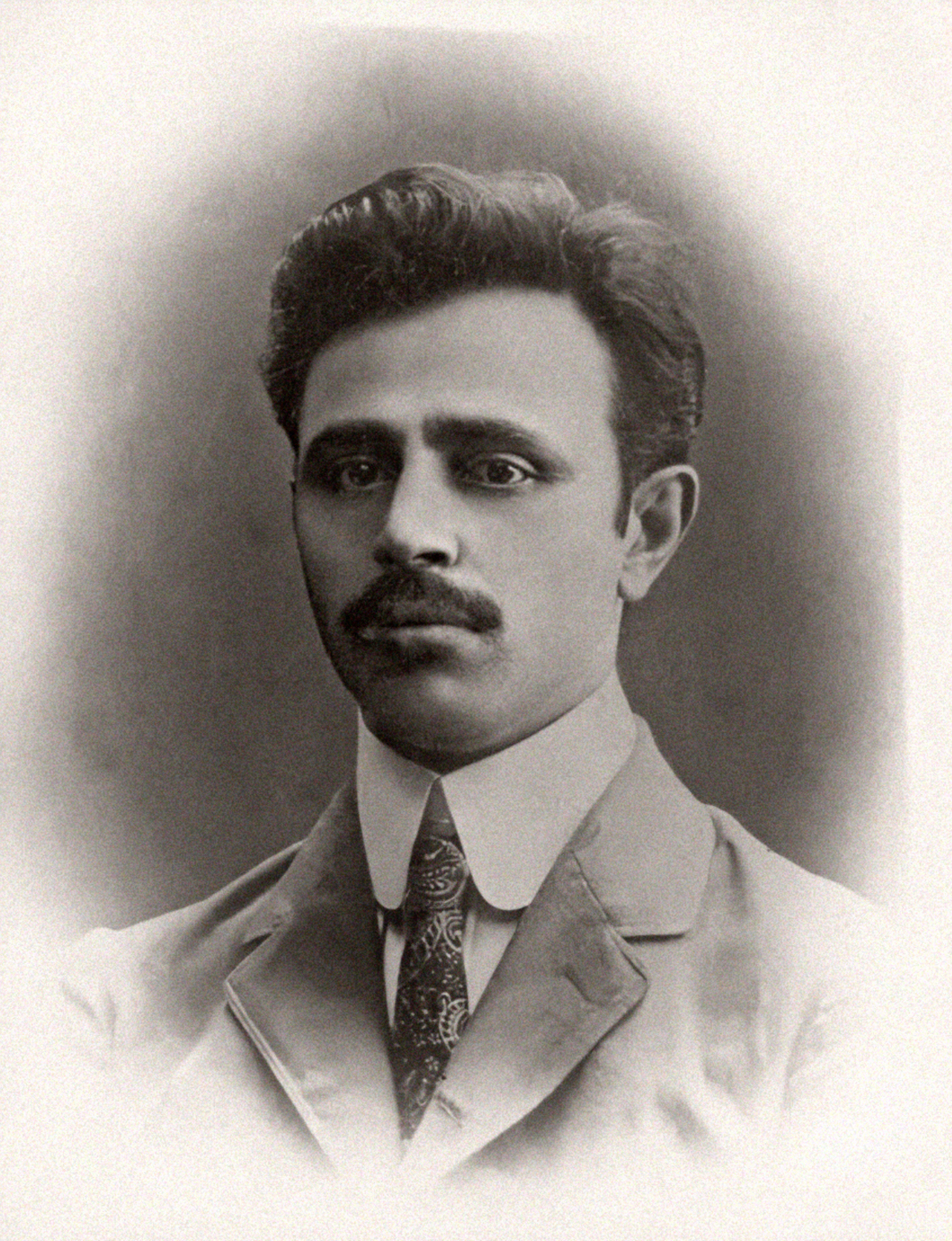
Автор опери Узеїр Гаджибеков у 1908 році

Як згадував автор опери  Узеїр Гаджибеков, в дитинстві  глибоке враження на нього справила вистава «Меджнун на могилі Лейлі», поставлений Абдуррагім-беком Ахвердієвим наприкінці XIX століття в Шуші. Роль Меджнуна грав відомий в ті роки ханенде Джаббар Кар'ягди, а Узеїр, якому на той час виповнилося тринадцять років, співав у хорі хлопчиків, які супроводжували співака. Партії дійових осіб представляли собою мугамні імпровізації, що виконувалися на текст відповідних розділів поеми Фізулі, а дія коментувалася за допомогою невеликих хорових фрагментів (тесніфи з тих же мугамів). Згодом у своїх спогадах Гаджибеков писав, що спектакль шушінців мав важливе значення в його рішенні створити першу азербайджанську оперу. Він зазначав:

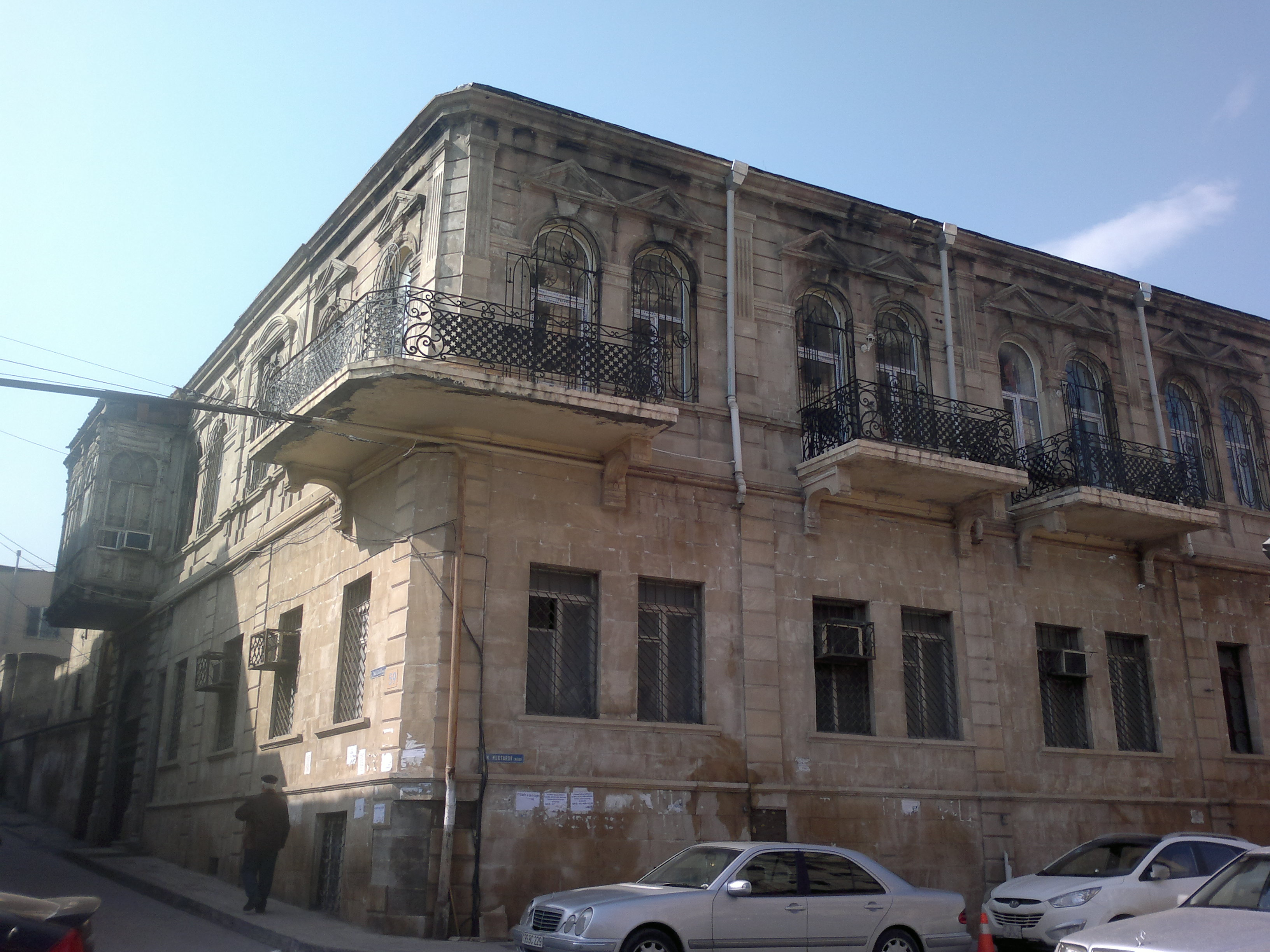
Будинок на вулиці С.Тагізаде, 59 (колишня Поштова) в Баку, в інтер'єрі якого проходили перші постановки опери до постановки в театрі

Ідея написання опери, використовуючи теми азербайджанської літератури і музичних мотивів, з'явилася у Гаджибекова під час навчання в Горійській семінарії. У Тифлісі ж його надихнула побачена ним італійська опера Россіні «Севільський цирульник».
І вже в 1907 році Узеїр Гаджибеков створив оперу «Лейлі та Меджнун». Лібрето опери було написано ним і його братом Джейхуном. Репетиції проходили в будинку Узеїра Гаджибекова і в готелі «Ісмаїлов». В останні дні 1907 року репетиції опери, за пропозицією близького друга Узеїра Гаджибекова Імрана Касумова (першого, хто зіграв роль батька Лейлі), проходили у його просторій квартирі.
Перша постановка опери «Лейлі і Меджнун», організована театральною секцією мусульманського просвітнього товариства «Ниджат», відбулася 12 (25) січня 1908 року в приміщенні театру азербайджанського нафтопромисловця Р. З. Тагієва в Баку. Режисером першої постановки був Гусейн Араблінський, диригував Абдуррагім-бек Ахвердов. У ролях виступили: Гусейнкули Сарабьский (Меджнун), Абдуррахман Фараджев (Лейлі), Дж. Дагестані (Ібн Салам), Мирмахмуд Кязимов (мати Меджнуна), Мірза Мухтар (Абульгейс, батько Меджнуна), Імран Касумов (Кенгерли) (Фаттах, батько Лейлі), Дж. Везіров (мати Лейлі), Ібрагім Касумов (Кенгерли) (Зейд), а в ролі 7 арабів — Мамедов, Сафаров, Ст. Везіров, Ісмаїлов, Алієв і ін Соло на тарі виконували Курбан Пиримов і Ширін Ахундов2. Хореографом був Бахрам Везіров, суфлером — А. Рзаєв, а відповідальним розпорядником — Балу-бек Ашурбеков (батько Сари Ашурбейли). Сам же Узеїр Гаджибеков виконував партію на скрипці в оркестрі.

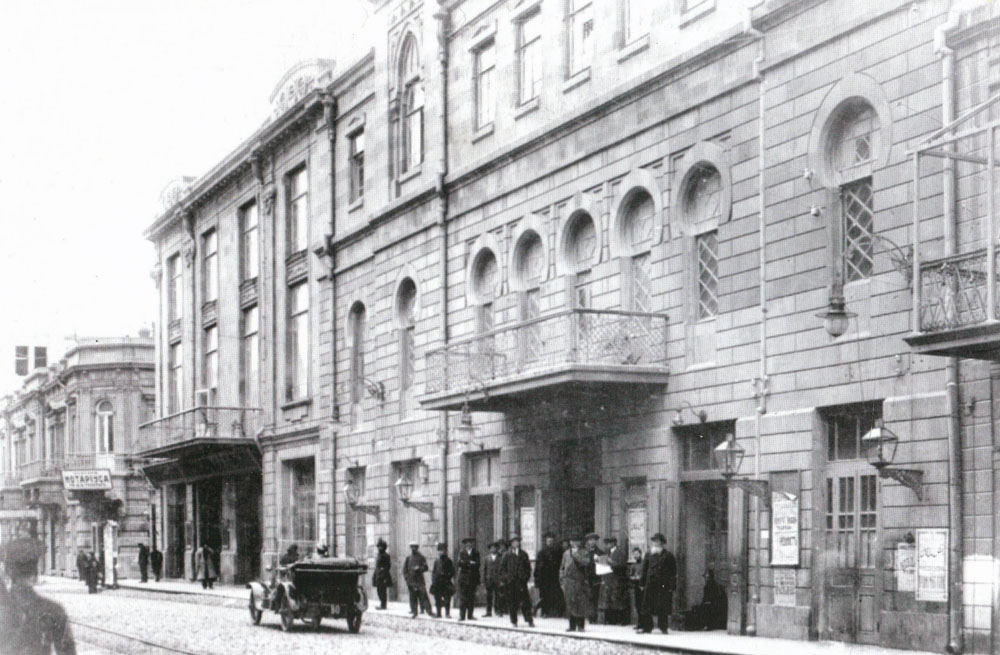
Споруда театру Г. З. Тагієва на початку XX століття. Саме тут 12 (25) січня 1908 відбулась прем'єра опери

Прем'єра не обійшлася і без проблем. Так, за дві години до початку стало відомо, що двоє скрипалів не прийдуть. Гаджибекову довелося переписати частину музики для скрипки і самому спуститися в оркестрову яму, щоб грати на цьому інструменті.
Були і противники опери Гаджибекова. Це були місцеві мулли і консервативно настроєні місцеві авторитети, так звані кочі. За деякими даними, на Сарабського після прем'єри опери було скоєно напад за наказом місцевого мулли. Пізніше Р. Сарабський у виданих ним у 1930 році спогадах пише: Слід також зазначити, що серед творців опери непрофесіоналом був не тільки Гаджибеков. Так, наприклад, перший виконавець ролі Меджнуна Гусейнкули Сарабський працював у центрі розподілу води неподалік від готелю «Тебріз», де жив Узеїр Гаджибеков. Одного разу композитор почув, як молодий чоловік співав під час роботи. Пройшло не так багато часу, і Гаджибеков запросив його на головну роль Меджнуна. Практично важким завданням було знайти виконавця ролі Лейлі. Згідно ісламської традиції, мусульманкам не дозволялося виступати на сцені. Гаджибеков також не міг пустити на сцену росіянку, позаяк вона не змогла б правильно виконувати мугами. Тоді виконати роль Лейлі вмовили молодого учня чайханщика Абдуррахмана Фараджева.
Гаджибеков вперше побачив і почув Фараджева в чайхані і, запросивши його в театр, доручив йому роль Лейлі. Сарабський у своїй книзі «Старий Баку» пише про те, як умовляли Фараджева виступити в цій ролі, обіцяючи, що ніхто про це не дізнається, про те, з якими труднощами отримали його згоду і його гримували. У другому спектаклі Фараджев виступати відмовився через гоніння з боку супротивників театру. Тоді двоюрідний брат Гаджибекова Бадалбек Бадалбейлі, який також в ті роки виконував роль Меджнуна, умовив зіграти роль Лейлі свого брата Ахмеда Агдамського. Згодом Агдамський у творах Гаджибекова зіграв такі жіночі ролі, як Аслі («Аслі і Керем»), Гюльназ («Не та, так ця»), Гюльчохра («Аршин мал алан»), Миннат ханум («Чоловік і дружина»), Тахмина («Рустам і Зохраб»), Хуршидбану («Шах Аббас і Хуршидбану»). Вперше  жінки в ролі Лейлі вийшли на сцену лише в середині 1920-х років.
Оперою Узеїра Гаджибекова «Лейлі і Меджнун» була закладена основа азербайджанської опери. Композитор став основоположником жанру мугам-опери. Згодом він згадував: Узеїр Гаджибеков зупинив вибір на поеми Фізулі «Лейлі і Меджнун» і на жанрах народної музики, що позитивно вплинуло на сприйняття твору в мусульманському суспільстві. У першій редакції опера складалася з 5 актів і 6 картин, згодом з 4 актів, 6 картин. У 1920 році в оперу були введені нові танці на сцені «Весілля ібн Салама».

### Подальший успіх опери

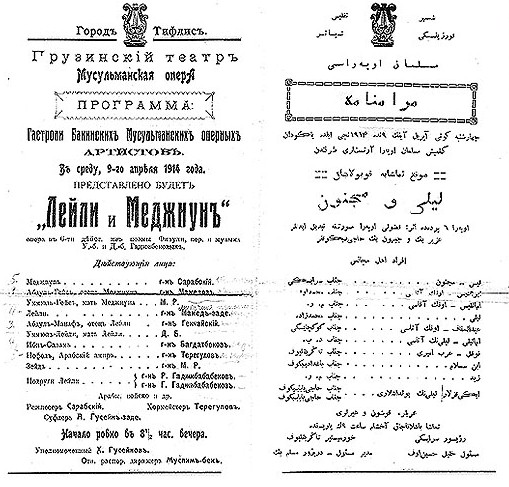
Програма постановки опери в Тифлісі 9 (22) квітня 1914 року

Тридцять років поспіль опера «Лейлі і Меджнун» ставилась кожен сезон. Оперні спектаклі йшли в переповненому залі. Газета «Ігбал» у своєму номері від 27 листопада 1912 року писала:
Слідом за Баку, вже через п'ять років після прем'єри, влітку 1913 року опера була поставлена в Шуші, місті, де жив композитор. За розповіддю самого Р. Сарабського, виконавця ролі Меджнуна, ще за кілька днів до вистави всі квитки на дві постановки були розпродані, але бажаючих потрапити на виставу було багато. Сарабський згадує:

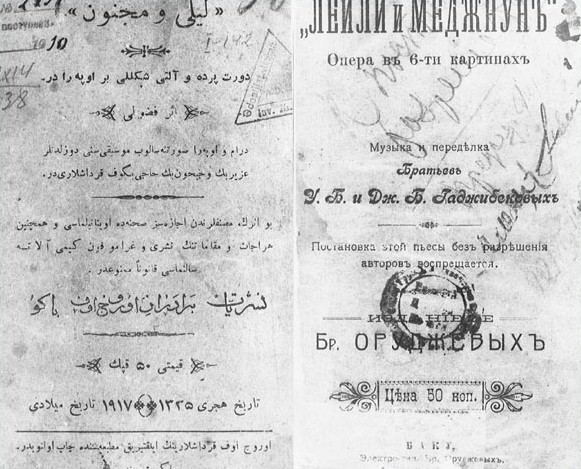
Книжкове видання опери в Баку. 1917 рік

Перша ж постановка опери за межами Азербайджану пройшла в Тифлісі. Ще в дореволюційні роки азербайджанські актори показували оперу в містах Закавказзя, Середньої Азії, в Ірані. Надалі опера була поставлена на сценах багатьох міст світу, в таких країнах, як Росія, Україна, Іран, Туреччина, Грузія, Узбекистан, Туркменістан та ін. Під впливом опери «Лейлі і Меджнун» іранський поет-демократ Мирзаде Ешгі  в 1916 році написав «Растахизе-селатине-Іран» («Воскресіння Іранського держави»), що вважається першою оперою в Ірані. І одна з перших узбецьких опер «Лейлі і Меджнун» Р. Глієра і Т. Садихова, вперше поставлена в 1940 році, була написана на сюжет тієї ж арабської легенди, а музичний матеріал складали зразки фольклорної творчості, в тому числі макоми. С. Гінзбург писав: Нові постановки опери здійснювалися режисерами Солтаном Дадашевим (1935, 1958), М. Мамедовим (1955, 1976), Ф. Сафаровим (1994). В головних ролях виступали Аліовсат Садигов, Гусейнага Гаджибабабеков, Абульфат Алієв, Бакір Гашимов, Гулу Аскеров, Джаналі Акперов, Аріф Бабаєв, Алім Гасимов (Меджнун), Сурая Каджар, Хагігат Рзаєва, Гюльхар Гасанова, Рубаб Мурадова, Сара Кадимова, Зейнаб Ханларова, Нармина Мамедова, Сакіна Ісмайлова, Гандаб Кулієва (Лейлі) та ін. Композитору Назім Алівердібекову Належить нова оркестрова редакція опери.

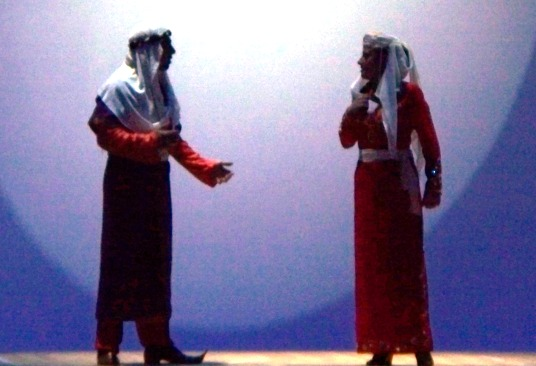
Сцена з опери в Палаці імені Гейдара Алієва в Баку. 25 березня 2009 року

Лібрето опери вперше було надруковано оперы в 1912 році в Баку у типографії братів Оруджевих. Клавір опери видано в 1959 році, партитура — в 1983 році (головний редактор Кара Караєв, редактор Н. Аливердибеков, автор передмови і коментарів 3. Сафарова).
У 2008 році згідно Розпорядження Президента Азербайджану в Азербайджані офіційно відзначалося 100-річчя створення опери. У цьому ж році 100-річний ювілей опери був відзначений в рамках ЮНЕСКО. За минулий час (до 2009 року) опера була поставлена понад 20 000 разів. 23 листопада 2008 року в столиці Катару місті Доха відбулася світова прем'єра мультимедійного аранжування опери «Лейлі і Меджнун» у виконанні ансамблю Йо-Йо Ма з участю як західних, так і східних музикантів.
У наступному році «Лейлі і Меджнун» стала частиною проекту, що проходив в ряді міст США, під назвою «Шовковий шлях»  за участі відомого віолончеліста Йо-Йо Ма, з використанням традиційних східних інструментів, а також за участю відомого вокаліста, виконавця мугама Аліма Гасимова і його дочки Фаргани Гасимової. Консультантом проекту була етномузыкознавець, професор Індіанського університету і Бакинської музичної академії Аїда Гусейнова.
15 березня 2011 року опера в новій постановці була показана на сцені Азербайджанського театру опери і балету в рамках II Міжнародного фестивалю «Світ мугама». Художником-постановником був народний художник Рафиз Ісмаїлов, партію Лейлі виконала народна артистка Азербайджану Назакят Теймурова, а партію Меджнуна — народний артист Мансум Ібрагімов.
Опера збирає аншлаги в Азербайджанському академічному театрі опери та балету і в 2012 році. В цьому році в ролі Меджнуна виступив Сабухі Ібаєв, а в ролі Лейлі — Лала Мамедова — перша естрадна співачка, яка виступила в цій ролі. 10 листопада 2012 року опера була вперше виконана в Сан-Франциско. Ролі Лейлі і Меджнуна виконали Вусаля Мусаєва і Илькин Ахмедов. Співаків супроводжували Имамьяр Гасанов (кяманча) і Руфат Гасанов (тар), а також оркестр, до складу якого входять китайські, індійські, південнокорейські і американські музиканти.
| Міста постановок | Рік першої постановки |
| ---------------- | --------------------- |
| Баку             | 1908                  |
| Шуші             | 1913                  |
| Тбілісі          | 1914                  |
| Ташкент          | 1916                  |
| Санкт Петербург  | 1917                  |
| Москва           | 1917                  |
| Париж            | 1925                  |
| Тебриз           | 1945                  |
| Махачкала        | 1945                  |
| Київ             | 1952                  |
| Пекін            | 1952                  |
| Стамбул          | 1952                  |
| Казань           | 1953                  |
| Доха             | 2008                  |
| Бостон           | 2009                  |
| Торонто          | 2009                  |
| Провіденс        | 2009                  |
| Вашингтон        | 2009                  |
| Енн-Арбор        | 2009                  |
| Міннеаполіс      | 2009                  |
| Сан-Франциско    | 2012                  |

## Діючі персонажі

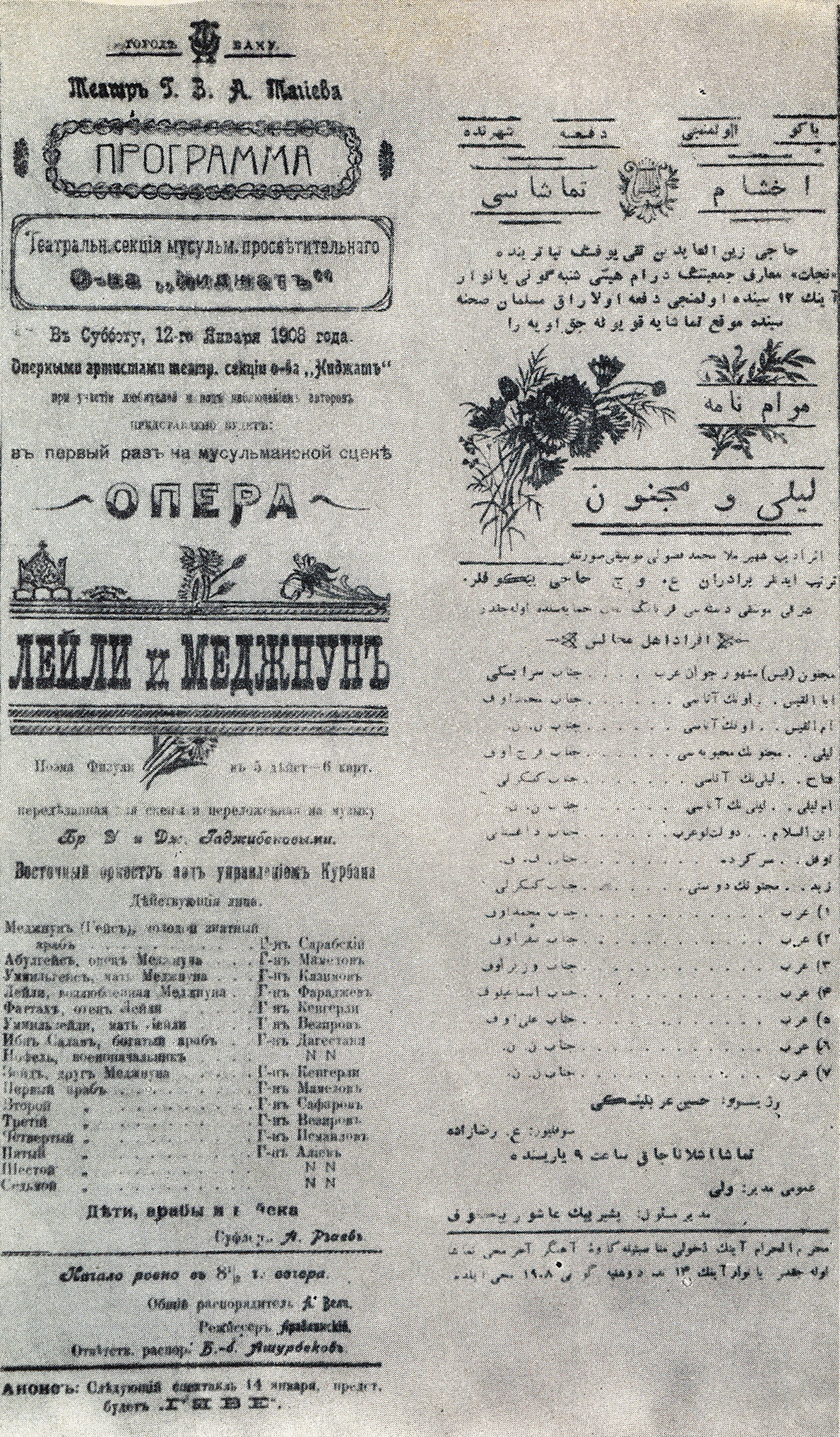
Програма першої постановки опери. 1908 рік

| Персонажі                                       | Голоси        | Перші виконавці(25 січня 1908 року, Баку) |
| ----------------------------------------------- | ------------- | ----------------------------------------- |
| Меджнун (Гейс), молодий знатний араб            | тенор         | Гусейнкули Сарабський                     |
| Абулгейс, батько Меджнуна                       | тенор         | Мирза Мухтар Мамедов                      |
| Уммільгейс, мати Меджнуна                       | сопрано       | Мирмахмуд Кязимов                         |
| Лейлі, кохана Меджнуна                          | сопрано       | Абдуррахман Фараджев                      |
| Фаттах, батько Лейли                            | баритон       | Імран Касумов (Кенгерлі)                  |
| Уммільлейлі, мати Лейлі                         | меццо-сопрано | Дж. Везіров                               |
| Ібн-Салам, багатий араб                         | тенор         | Джейхун Гаджібеков (Дагестані)            |
| Нофель, воєначальник                            | баритон       | Джейхун Гаджібеков (Дагестані)            |
| Зейд, друг Меджнуна                             | тенор         | Імран Касумов (Кенгерлі)                  |
| Перший араб                                     | тенор         | Мамедов                                   |
| Другий араб                                     | тенор         | Сафаров                                   |
| Свати, гонці, гості, школярі (хлопці і дівчата) |               |                                           |

## Сюжет
Дія перша
Картина 1

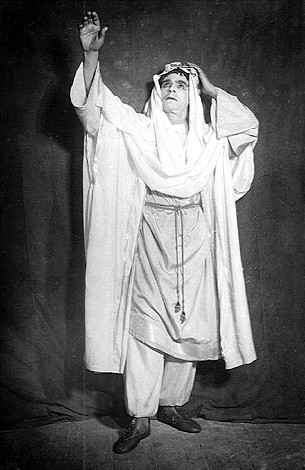
Г. Сарабський в ролі Меджнуна. 1920 рік

Гейс чекає появи Лейлі, перебуваючи на галявині перед школою. При появі Лейлі Гейс зізнається їй у коханні. Любов взаємна — і Лейлі також зізнається в любові Гейсу, на що у відповідь обидва героя чують голос хору, що попереджає їх про покарання з боку батьків. Друзі знаходять поведінку Лейлі непристойною і спішно відвозять її. Гейс залишається один. Далі починаються діалог Гейса з його батьками про його любов до Лейлі і благання про сватання. Він повідомляє батькам про те, що він божеволіє і стає Меджнуном, що втратив розум від любові. У відповідь на це батько обіцяє, що піде сватати Лейлі для сина сам.
Картина 2
Друга дія починається з хору дівчат, що втілює громадську думку, у формі звернення до матері Лейлі. Батьки дівчини дізналися про кохання Гейса до їхньої дочки і її взаємної любові до нього. Мати Лейлі гнівно докоряє їй. Дівчина не заперечує, що вона любить Гейса більше всього на світі. Мати дівчини чула, що першу любов Лейлі люди називають ганьбою для сім'ї, що погані чутки вже поширилися в народі і терміново необхідно рятувати репутацію сім'ї. Мати Лейлі вирішує дізнатися більше про нового нареченого дочки. У відповідь вона чує негативну думку знайомих і родичів, які називають Гейса божевільним — тобто Меджнуном.
Батько Гейса приходить просити руки Лейлі для свого сина. Але батько Лейлі різко і рішуче відмовляється: він ніколи не дозволить, щоб його дочка вийшла заміж за Меджнуна (божевільного), як всі називають Гейса. Взнавши про відмову, Гейс відчайдушно проклинає всіх і свою нещасну долю. Він шукає самотності і починає жити в пустелі. Доля ж Лейлі зовсім інша. Її батьки погодилися видати її заміж за багатого Ібн Салама. Дізнавшись про цю новину, Лейлі непритомніє.
Дія друга

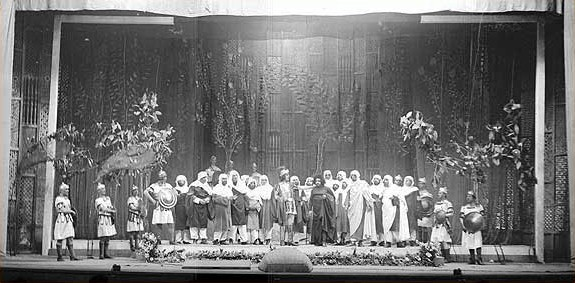
Сцена «Після боя». 1935 рік. Худ. Р. Мустафаєв

Скорбота остаточно зводить Гейса з розуму. Він іде в гори і пустелі, думаючи про Лейлі. Батько Меджнуна і його друг Зейд знаходять його, але божевільний Меджнун вже не впізнає їх. Поява відлюдника, його нещаслива доля і горе батька викликають симпатію арабів, що проходять через пустелю. Воєначальник Нофель проявляє до них інтерес. Він хоче допомогти Меджнуну і посилає вісника до батька Лейлі, щоб той видав свою дочку за Меджнуна. Але навіть втручання Нофеля не може змінити думку батька Лейлі. Тоді Нофель вирішує силою змусити його змінити своє рішення; він оголошує йому війну. Але батько Лейли пояснює причину відмови: його дочка Лейлі є нареченою іншої людини
Дія третя
Настає день весілля Ібн Салама і Лейлі. Гості бенкетують, бажаючи щастя молодим. Нарешті, наречені залишаються одні. Лейлі в замішанні. У цей момент чується тихий голос Меджнуна, який з'являється поряд з ними, немов тінь. Ібн Салам стоїть на місці, Лейлі зомліває. Слуги акуратно забирають божевільного геть.
Дія четверта
Картина 1

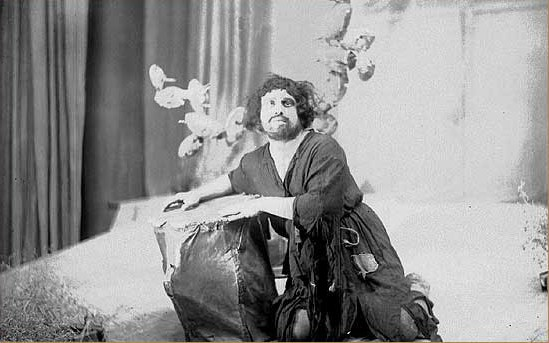
Сцена з опери. Кінець 1920-х років

В будинку Ібн Салама горі. Лейлі знемагає від туги. Вона зізнається чоловікові, що все ще любить Меджнуна, і просить Ібн Салама почекати в надії на те, що незабаром «згасне ця любов». Засмучений Ібн Салам йде. Раптом Меджнун знову з'являється перед Лейлі як безтілесна тінь. Він з гіркотою дорікає Лейлі, що вона зрадила його, зруйнувала його життя, принесла горе і біль. Забувши про свою хворобу, Лейлі кидається в обійми свого коханого, але він не впізнає її, він шукає і кличе свою колишню, чисту любов. Серце Лейлі не може цього винести: Она умирает на руках Ибн Салама.
Картина 2
Зейд сообщает Меджнуну о гибели Лейли. Меджнун приходит к могиле Лейли. Теперь они навсегда будут вместе. Отчаявшись, Меджнун падает на могилу возлюбленной и умирает. Опера заканчивается заключительным хором и арией отца Меджнуна.

## Лібретто опери

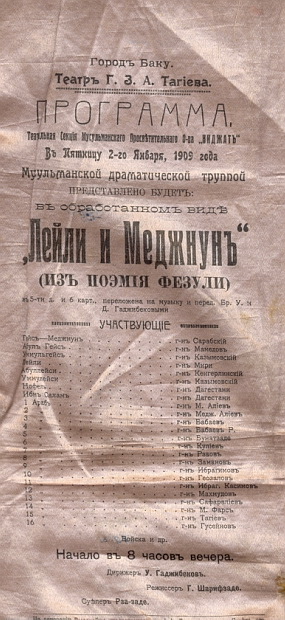
Програма опери 1909 року

Опера написана за поемою «Лейлі та Меджнун» поета Фізулі. У свою чергу, у поемі Фізулі використаний сюжет арабської легенди, що вперше отримала інтерпретацію в XII столітті в поемі класика перської поезії Нізамі Гянджеві «Лейла та Меджнун». Згодом до цієї теми зверталися більше п'ятдесяти поетів, серед яких Амір Хосров Дехлеви, Імаді, Алішер Навої, Джамі, Чакері та ін
Зазначається, що до поеми Фізулі Гаджибеков звернувся насамперед тому, що вона була написана азербайджанською мовою, і різні її фрагменти здавна використовувалися народними співаками при виконанні мугамів. Саме це і дозволило композитору включити в лібрето цілий ряд віршів з цієї поеми. У літературний текст опери композитором були також внесені окремі газелі Фізулі, народні тексти, багато ж було створено ним самим.
Основна відмінність поеми від лібрето полягає в тому, що  скорочено багато розділів поеми, таких як походження Меджнуна, його хадж до Мекки, плач героя на могилі Лейлі, відвідування юнаком, переодягненим жебраком, стану батька коханої і т. д. Два епізоди поеми — сватання Меджнуна і сватання Ібн Салама — йдуть в опері один за іншим, що, як вважають, створює яскравий сценічний контраст у другій дії. Але головною відмінністю лібрето від поеми є те, що Гаджибековим внесені невеликі, але суттєві зміни в сюжетні мотиви і образи героїв. У першу чергу це стосується Лейлі. Підкреслюється, що в її образі композитор намагався закарбувати волелюбні прагнення сучасних азербайджанських жінок. У Фізулі Лейлі приховує від чоловіка Ібн Салама своє почуття до Меджнуна, пояснюючи свою холодність тим, що в неї закоханий джин — фантастична істота, яка забороняє їй любити іншого. Героїня ж Гаджибекова відкрито зізнається Ібн Салам у своїх почуттях до Меджнуну.
Але і в опері, і в поемі герої активно борються за своє щастя. Для них, як пише музикознавець Ельміра Абасова, важлива не стільки сама боротьба (Меджнун відмовляється від послуг Нофеля, відмовляється від шлюбу з Лейлі після смерті її чоловіка), скільки почуття безмежної відданості чистого, піднесеного кохання. У цій особливості героїв і проявляється філософський підтекст поеми.

## Музика в опері

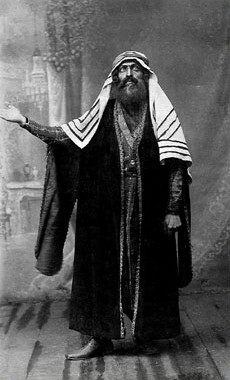
Дж. Пашаєв в ролі батька Меджнуна. 1923 рік

«Лейлі і Меджнун» Узеїра Гаджибекова є першою оперою, створеною на основі синтезу класичної оперної музики і азербайджанського мугаму. Під час  створення  опери автор використовував такі мугами, як Аразбари, Ейрати, Сейгях, Мансурійа, Чахаргях, Шур, Симаї-шемс, Сарендж, Раст, Шуштер, Харидж-сейгях. Оперу «Лейлі і Меджнун»  за жанром визначають мугамною, оскільки основний музичний матеріал опери складають мугами, що замінили традиційні оперні форми — арію, аріозо, речитатив, вокальні ансамблі (дует, тріо та ін). Образи дійових осіб також розкриваються з допомогою мугамів. З їх допомогою повільно, розповідно в ліро-епічному плані здійснюється і музично-драматургічний розвиток в цілому.
Великі закінчені сцени також будуються на основі мугамів. Письмово мугами Гаджибековим не зафіксовані. Партії співаки-ханенде виконують у супроводі тариста. У першій дії радість взаємного почуття любові Лейлі і Меджнуна розкриває, як наголошується, самий світлий ліричний мугам «Сегях». Надалі в партії героїв, які зрозуміли трагічність своєї долі, лунають мугами, що відрізняються сумним, скорботним характером, — «Шур», «Баяти-Шираз» та ін. В партії батька Меджнуна, стурбованого долею свого сина, у першій дії звучить мугам «Чаргях», який відрізняється напружено-тривожним характером. Для характеристики воєначальника Нофеля Гаджибеков звернувся до зерби-мугаму «Ейрати», що має рішучий, маршевий характер (перший розділ сцени бою — один з епізодів в партії батька Лейлі). Вважається також, що Гаджибеков відкрив нові виразні можливості мугамів, органічно «вписуючи» їх в оперну дію.
Авторська музика Гаджибекова поєднує в опері в основному мугамні сцени. В окремих випадках вона звучить у вокальних фрагментах (тріо батька, матері Меджнуна і самого Меджнуна з першої дії). Ця музика написана в дусі ренгів, тесніфів і народних пісень. Хорові уривки, що виконують різноманітні функції, також займають важливе місце в музичній драматургії опери. Вони відіграють значну роль у розкритті психологічних станів головних героїв, характеристиці побуту, як коментарі до сценічних подій, узагальнюючи дію. Фактура більшої частини хорів одноголосна (у кількох випадках мелодія дублюється в терцію або сексту).
Оркестровий супровід опери в первинних варіантах відзначався простотою. Він був заснований на струнних інструментах. Так, наприклад, в мугамных сценах співаки співали під акомпанемент тара. Є в опері закінчені оркестрові фрагменти, такі як увертюра, «Арабський танець» (до сцени весілля Лейлі і Ібн Салама), антракт (до останньої картині опери). Слід зазначити, що в опері Гаджибеков використовував також класичні мелодії азербайджанських народних пісень (хор друзів Лейлі і Меджнуна «Евлери вар хана-хана» з першої дії; хор дівчат у сцені «Меджнун в пустелі» — «Образ той з коханим схожий»).

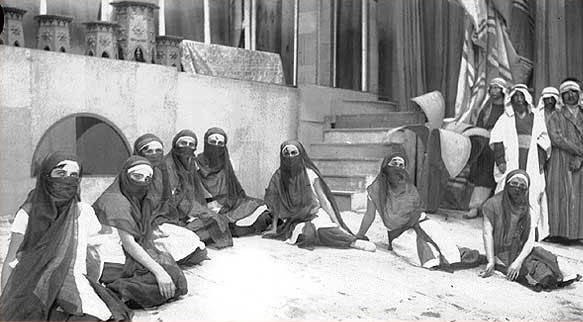
Хор дівчат в сцені «Меджнун в пустелі» (IV дію). Кінець 1920-х років

Музика опери стала джерелом майбутніх новаторських тенденцій Гаджибекова в царині пошуку нового національного, композиторського стилю в сфері, перш за все, органічного взаємопроникнення національної ладової інтонаційної системи з мінорно-мажорною системою. Використовуючи елементи імітаційної поліфонії, наявної в мугамному виконавстві на основі зерби-мугама «Аразбари», Узеїр Гаджибеков створив такий симфонічний твір, як антракт до останньої картині опери. Цей антракт часто виконується і як самостійний твір. Зазначається, що як перший зразок азербайджанської симфонічної музики він створив підстави для виникнення симфонічного мугама.
Композитор неодноразово повертався до своєї опери, удосконалюючи її музичну тканину, але зберігаючи своєрідний аромат її музичного стилю і жанру. У 1930-х роках Узїір Гаджибеков задумав підготувати нову редакцію опери та у відповідності з вимогами часу замінити мугамні частини класичними оперними формами. У ці роки він створює арію Меджнуна, доповнюючи нею партію головного героя опери. Він також написав арію Абуль-Гейса, батька Меджнуна. Але пізніше Гаджибеков вирішив, що опера «Лейлі і Меджнун» як первісток національного музичного мистецтва повинна залишатися мугамною оперою. Арія Абуль-Гейса у виставах не виконувалася, але не раз видавалася окремо. Ця арія впродовж багатьох років звучала на концертах у виконанні народного артиста СРСР Бюльбюля.
Відзначається, що саме в опері «Лейлі і Меджнун» Узеїр Гаджибеков вперше зміг органічно поєднати традиції музичної культури Сходу і Заходу і на практиці вирішити питання про сумісність цих двох музичних систем.

## Критика

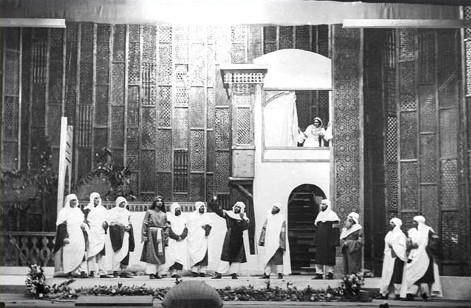
Сцена з II дії. 1910-ті роки

Радянський музикознавець Ельміра Абасова підкреслює, що музична мова опери досить проста, і що тут були зроблені перші кроки на шляху введення в народне мистецтво нескладних компонентів композиторської творчості. З точки зору Абасової, Гаджибеков здійснив синтез азербайджанських ладів з мажорно-мінорною системою, застосовуючи початкові гармонійні засоби до національної ладової основи. Абасова називає оперу «Лейлі і Меджнун» першим досвідом збагачення національного стилю азербайджанської музики усної традиції окремими елементами європейської музичної культури.
Англійський історик Метью О'брайєн вважає, що називати оперу «Лейлі і Меджнун» оперою в традиційному західному сенсі цього слова абсолютно неправильно, тому що, що в творі є довгі секції традиційного азербайджанського мугаму. Ельміра Абасова та музикознавець Кубад Касимов у статті «Узеїр Гаджибеков — музикант-публіцист» також зазначають, що опера «Лейлі і Меджнун» ще не відповідала всім вимогам сучасної опери. Тим не менш, вона, за словами авторів, поклала початок синтезу сучасних засобів музичного розвитку і національно-самобутніх рис народного мистецтва. Побудована на основі багатого фольклорного матеріалу (в основному на мугамах і ліричних піснях) ця опера, як відзначають Абасова і Касимов, стала першою спробою узагальнення накопичених століттями народом музичних скарбів на основі загальноприйнятих форм музичного мистецтва". Таким чином, виник новий жанр мугамної опери. Музикознавці відзначають, що «Лейлі і Меджнун» визначила також народні витоки формування творчості Гаджибекова, безпосередньо підвела композитора до активного осмислення інтонаційної і жанрової своєрідності азербайджанської музики, реально розкрила широкі перспективи творчого використання накопичених століттями народом музичних скарбів.
Азербайджанський музикознавець Фарах Алієва зазначає, що в опері Узеїр Гаджибеков висуває на передній план насичену філософськи-містичним відтінком сутність поеми. На думку Алієва, герої опери Гаджибекова ніби живуть у складному і контрастному світі XX століття, а сам автор створив реальну послідовність подій. Алієва виділяє значимість виконавської фактора в опері, при цьому відзначаючи, що на передній план висувається суб'єктивний фактор мугаму як основниї оперної форми.

## Екранізація
В 1996 році на основі опери творчим об'єднанням «Азербайджантелефільм» режисерами Шамілем Наджафзаде і Назімом Аббасом було знато двосерійний фільм-оперу « Лейлі і Меджнун». Головні ролі у фільмі виконали народна артистка республіки Гандаб Кулієва, Мансум Ібрагімов, Сафа Гахраманов, Нізамі Багіров, Сахіба Аббасова, Сафура Азмі, Шахлар Кулієв, Сабір Алієв та Ісмаїл Алекперов. у фільмі звучав симфонічний оркестр театру опери і балету ім. М. Ф. Ахундова (К.Алівербеков). У 2002 році фільм був продемонстрований в рамках V фестивалю «Чистые грёзы» в Санкт-Петербурзі. Режисер фільму Шаміль Наджафзаде був удостоєний призу «За образотворче рішення».
У 2013 році за мотивами опери за підтримки Міністерства культури Азербайджанської Республіки був знятий фільм-опера «Лейлі та Меджнун». Автор сценарію і режисер фільму  Мехді Мамедов, головні ролі виконували народні артисти Мансум Ібрагімов і Айгюн Байрамова. Прем'єра фільму-опери відбулася 17 березня 2013 року в Баку в кінотеатрі «Нізамі» в рамках III Міжнародного фестивалю «Світ Мугама». На прем'єрі також були присутні французький актор Жерар Депардьє і кінопродюсер Арно Фріллен.

### Книги
- М. Гринберг. Советская опера. — Гос. муз., 1953. — 478 с. — 7000 екз.
- Mathew O'Brien. Uzeir Hajibeyov and his role in the development of musical life in Azerbaijan. — Soviet music and society under Lenin and Stalin: the baton and sickle : Routledge Curzon, 2004. — С. 209—228. — ISBN ISBN 0-415-30219-6, 9780415302197.Uzeir Hajibeyov and his role in the development of musical life in Azerbaijan [Архівовано 10 серпня 2014 у Wayback Machine.]  / Edited by Neil Edmunds. — Soviet music and society under Lenin and Stalin: the baton and sickle: Routledge Curzon, 2004. — С. 209—228. — ISBN 0-415-30219-6, 9780415302197.
- Чингиз Каджар. Узеир Гаджибеков. Композитор - рожденный мугамом. // Старая Шуша / Азиз Гюльалиев. — Баку, Азербайджан : Шарг-Гарб, 2007. — С. 326—341. — 345 с. — (947.54-dc22). — 1000 екз. — ISBN ISBN 978-9952-34-096-9.
- Абасова Э. «Лейли и Меджнун» Узеира Гаджибекова. — Баку : Азмузгиз, 1960. — 66 с.

### Журналы
- Касимов К. Немеркнущая слава: К 70-летию премьеры оперы «Лейли и Меджнун» Узеира Гаджибекова. — журнал «Литературный Азербайджан», 1978. — № 1. — С. 94—96.
- Везирова Т. Благородная задача выполнена: (К выходу в свет партитуры оперы Узеира Гаджибекова «Лейли и Меджнун»). — журнал «Советская музыка», 1984. — № 8. — С. 118.
- Меликова Л. Народные истоки формообразования в опере «Лейли и Меджнун» Узеира Гаджибекова. — журнал «Учёные записки», 1974. — № 1. — С. 3—17.